# セクレアール
「セクレアール」は、日本の女性声優・歌手、坂本真綾の楽曲。2013年10月30日に2作目の配信限定シングルとして各種音楽配信サービスにて配信が開始された。

## 概要
前作「はじまりの海」より3ヶ月ぶりのシングルで、配信限定シングルとしては「美しい人」以来、約3年4ヶ月ぶりとなる。
本曲は、カプコン開発のオンラインゲーム『モンスターハンター フロンティアG』（以下、MHF-G）のテーマソングに起用された。作詞は夏海が担当し、MHF-Gの世界に存在する独自の言語で書かれている。作曲・編曲はsolayaが担当し、坂本とは「ミツバチと科学者」「Remedy」に続いて3度目のタッグとなる。
本曲に関して、坂本は「神秘的で壮大な世界観、何語でもない独自の言語で書かれた歌詞。一瞬にしてどこか遠くの惑星に、あるいはこの地球の古い記憶の一部に触れさせてくれるよう。solayaさんの曲はいつもロマンチックで、目には見えない何かを想起させてくれる」と語っている。
2010年10月16日、『MHF-G』に登場するキャラクター「歌姫」が奏でる楽曲としてゲーム内で聴くことができるようになった。同年10月23日、公式アニメーションビデオがMHF-GのYoutubeチャンネルにて公開されていた。
坂本はその後、「声」というタイトルで本曲の日本語の歌詞を手掛け、次のシングル「SAVED./Be mine!」に収録されている。
2020年7月15日発売の4枚目のコレクションアルバム『シングルコレクション+ アチコチ』にCD初収録された。

## クレジット
| 参加ミュージシャン - programming：solaya - morin khuur：LIBO - percussion：三沢またろう - piccolo & flute：髙桑英世 - clarinet：山根公男 - harp：朝川朋之 - strings：弦一徹ストリングス - backing vocals：坂本真綾 | スタッフ - mixing engineer：三好敏彦（HAL STUDIO） - recording engineer：高桑秋朝（VICTOR STUDIO）、山崎寛晃（HAL STUDIO） |